# Esper Hagen
Esper Hagen Andersen (født 17. maj 1948 i Aarhus , død 24. januar 2015 i København ) var en dansk skuespiller.

## Liv og karriere
Esper Hagen var søn af skuespillerparret Paul Hagen og Asta Esper Andersen.
Esper Hagen blev uddannet fra Odense Teater 1971, debuterede på Det ny Teater og havde sidenhen engagementer på Odense Teater, Bristol Music Centers Teater, ABC Teatret og Det Danske Teater.
Fra tv huskes han som Arnold i serien Matador. Han har også medvirket i En by i provinsen.

## Filmografi

### Tv-serier
- En by i provinsen - 1977
- Matador - 1978 - 1981

### Spillefilm
- Soldaterkammerater på bjørnetjeneste – 1968
- Takt og tone i himmelsengen – 1972
- Romantik på sengekanten – 1973
- Alt på et bræt – 1977
- Kniven i hjertet – 1981
- Forræderne – 1983

### Tegnefilm og -serier
- Asterix: Operation Bautasten - General Motus
- Asterix og briterne - General Motus
- Atlantis - Det forsvundne rige - Preston B. Whitmore
- Muppets juleeventyr - Statler m.fl.
- Familien Flintstone – Fred Flintstone
- Familien Jetson – George Jetson
- Frikvarter – Inspektør Prickly
- Agent Egern – Marocco
- Darkwing Duck – Max Motor
- Smølferne – Gammelsmølf
- Dyrenes Fodboldkamp
- Spider-Man: The Animated Series – J. Jonah Jameson, Keglekongen
- Fragglerne – Onkel Rejsende Mack m.fl.
- Rip, Rap og Rup på eventyr – Max Motor